# Саат кула (Скопие)
Саат кулата (на македонска литературна норма: Саат-кула) е шестетажна часовникова кула в столицата на Северна Македония Скопие, разположена северно от Султан Мурад джамия. Изградена е в периода между 1566 и 1573 година. Механизмът на часовника е донесен от часовниковата кула в Сигет, Унгария, след завземането му от османците. Кулата е изградена на основите на по-ранна средновековна отбранителна кула. Първоначално е дървена, а по-късно е изградена от тухли. Основата ѝ е квадратна със страни по 5,5 m.
Кулата е отбелязвана от много пътешественици, посещавали Скопие. Хаджи Калфа отбелязва, че кулата е най-голяма от всички кули на християните и обяснява, че тя отброява часовете през деня и през нощта и че звънът ѝ се чува „на два часа далечина“. Френският пътешественик Филип дьо Френ Кане в 1573 година пише, че в Скопие има обществен часовник, който се чува в целия град, и който отчита часовете по френски, и че в цяла Турция няма друга такава кула.
Кулата претърпява големи щети в пожара от 1689 година. Днешният вид е от времето на Хавзи паша. В 1902 - 1903 година нов покрив, направен от цигли, донесени от Солун, заменя стария дървен покрив. Също така механизмът е заменен с нов, този път донесен от Швейцария. Кулата пострадва и в земетресението от 1963 година. По-късно е възстановена, но без механизъм.
- Кулата през 1963
- Кулата на османска пощенска картичка